# Spigelia coelostylioides
Spigelia coelostylioides är en tvåhjärtbladig växtart som beskrevs av K.R. Gould. Spigelia coelostylioides ingår i släktet Spigelia och familjen Loganiaceae. Inga underarter finns listade i Catalogue of Life.